# Castillo de Yuzuki
El castillo de Yuzuki (徳島城 Yuzuki-jō?) es una fortificación japonesa del siglo XIV en la ciudad de Matsuyama, capital de la prefectura de Ehime. Durante el período Muromachi fue la base del clan Kōno, quienes gobernaron la provincia de Iyo bajo el shogunato Ashikaga. Las ruinas que se conservan fueron designadas como Lugar Histórico Nacional.

## Historia
La fortificación se ubicaba en una colina cerca del onsen de Dōgo, y se construyó entre los años 1334 y 1338. Hacia el final del período Heian, Kōno Michinobu apoyó a  Minamoto no Yoritomo en su lucha contra el clan Taira durante la guerra Genpei, por lo que fue recompensado por un extenso territorio en la provincia de Iyo en Shikoku. En el período Kamakura, los Kōno se alinearon con el Emperador Go-Toba contra el shogunato Kamakura en la guerra Jōkyū y quedó mermado tras su derrota, pero gracias a los esfuerzos de Kōno Michiari en las invasiones mongolas a Japón en 1274 y 1281, la familia recuperó su posición de shugo de la provincia.

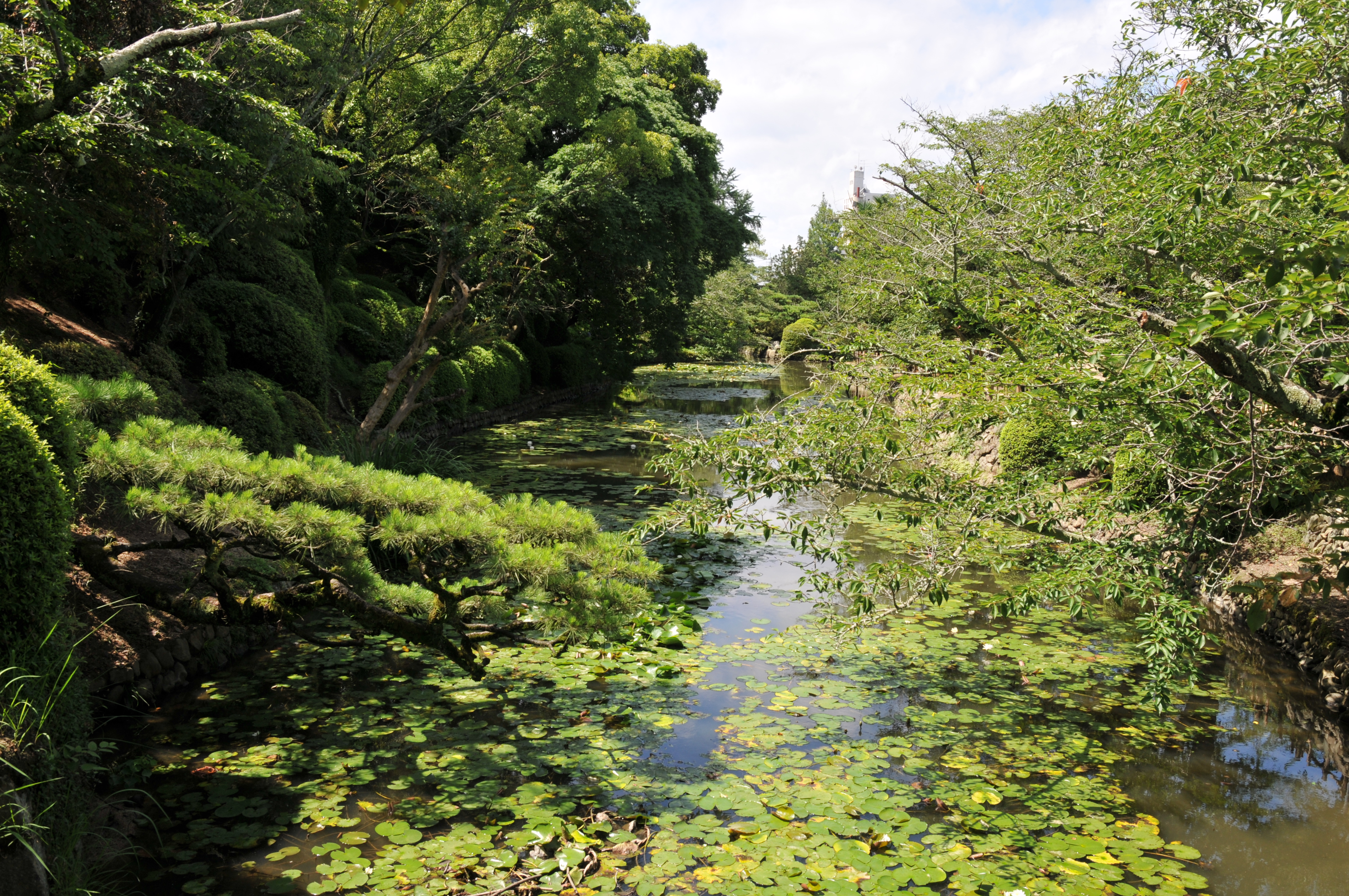
El foso interior de la fortaleza.

En el período Muromachi, el clan vio cómo su poder disminuía: Iyo está dividida geográficamente por gran cantidad de ríos y valles, por lo que perdieron el control de los señores feudales locales, en tanto que se veían amenazados por los vecinos de la provincia de Sanuki, los Hosokawa. El castillo de Yuzuki se construyó con estas preocupaciones en consideración. Este consiste en una mota castral, situado sobre una colina y rodeado por dos fosos de agua. Este cerro estaba dividido en varios recintos rodeados por muros de arcilla. El diámetro total alcanzaba los 400 metros.
Durante el período Sengoku, los Kōno se aliaron con los piratas Murakami, quienes dominaban el mar interior de Seto, y con el clan Mōri de la provincia de Aki; pese a todo, estos vínculos no fueron suficientes para protegerse de los ataques de Chōsokabe Motochika de la provincia de Tosa, que venían del sur, la armada de Toyotomi Hideyoshi desde el este, así como los Mōri, que renegaron del tratado y avanzaron por el norte. El castillo de Yuzuki se rindió ante Toyotomi Hideyoshi sin luchar en 1585, y el clan Kōno llegó a su fin. Hideyoshi eligió no utilizar la fortaleza, por lo que sus restos permanecieron relativamente en buen estado a la actualidad. Sus ruinas fueron excavadas en 1988, en lo que ahora forma el parque Dōgo. Un complejo samurái se reconstruyó en el área, que es conocida por el hanami (observación de la floración) en primavera.